# GB Pro-Series Loughborough 2011
Il GB Pro-Series Loughborough 2011, noto anche come AEGON Pro-Series Loughborough è stato un torneo professionistico di tennis giocato sul cemento. È stata la 2ª edizione del torneo, e faceva parte dell'ATP Challenger Tour nell'ambito dell'ATP Challenger Tour 2011 e dell'ITF Women's Circuit nell'ambito dell'ITF Women's Circuit 2011. Il torneo maschile e quello femminile si sono giocati a Loughborough nel Regno Unito dal 7 al 13 novembre 2011.
Il torneo maschile aveva un montepremi di 50.000 $ e quello femminile di 10.000 $.

## Partecipanti ATP

### Teste di serie
| Nazionalità | Giocatore             | Ranking* | Testa di serie |
| ----------- | --------------------- | -------- | -------------- |
| Italia      | Flavio Cipolla        | 80       | 1              |
| Germania    | Tobias Kamke          | 96       | 2              |
| Germania    | Andreas Beck          | 110      | 3              |
| Giappone    | Gō Soeda              | 117      | 4              |
| Slovenia    | Grega Žemlja          | 124      | 5              |
| Austria     | Andreas Haider-Maurer | 129      | 6              |
| Estonia     | Jürgen Zopp           | 138      | 7              |
| Regno Unito | James Ward            | 157      | 8              |

- 1 Ranking al 10 ottobre 2011.

### Altri partecipanti
Giocatori che hanno ricevuto una wild card:
- Daniel Evans
- Oliver Golding
- Joshua Goodall
- Alexander Ward

Giocatori passati dalle qualificazioni:
- Daniel Cox
- Joshua Milton
- Timo Nieminen
- Daniel Smethurst

## Partecipanti WTA

### Teste di serie
| Nazionalità | Giocatrice       | Ranking* | Testa di serie |
| ----------- | ---------------- | -------- | -------------- |
| Regno Unito | Tara Moore       | 333      | 1              |
| Francia     | Elixane Lechemia | 422      | 2              |
| Francia     | Myrtille Georges | 476      | 3              |
| Regno Unito | Lucy Brown       | 559      | 4              |
| Francia     | Morgane Pons     | 576      | 5              |
| Irlanda     | Amy Bowtell      | 599      | 6              |
| Rep. Ceca   | Kateřina Vaňková | 607      | 7              |
| Rep. Ceca   | Martina Borecká  | 609      | 8              |

- Rankings al 31 ottobre 2011.

### Altre partecipanti
Giocatrici che hanno ricevuto una wild card:
- Katie Boulter
- Harriet Dart
- Emma Devine
- Eden Silva

Giocatrici passate dalle qualificazioni:
- Alica Barnett
- Georgia Craven
- Kyria Dunford
- Aimee Gibson
- Valeria Podda
- Holly Richards
- Jade Schoelink
- Tiffany William

## Campioni

### Singolare maschile
Tobias Kamke ha battuto in finale  Flavio Cipolla con il punteggio di 6–2, 7–5

### Singolare femminile
Tara Moore ha battuto in finale  Myrtille Georges con il punteggio di 7–6(5), 5–7, 6–4

### Doppio maschile
Jamie Delgado /  Jonathan Marray hanno battuto in finale  Sam Barry /  Daniel Glancy con il punteggio di 6–2, 6–2

### Doppio femminile
Tara Moore /  Francesca Stephenson hanno battuto in finale  Malou Ejdesgaard /  Amanda Elliott con il punteggio di 3–6, 6–2, [10–3]